# 야에야마어
야에야마어(일본어: 八重山語, yaimamunii)는 야에야마 제도에서 약 45,000명이 사용하는 언어이다. 류큐어의 방언이고, 미야코어와 관련이 있다.

## 방언
야에야마 제도의 각 섬마다 방언이 존재하는데, 이들 간의 차이가 상당하여 의사소통이 원활하지 않다.
- 이시가키(石垣島) 방언
- 다케토미(竹富島) 방언
- 구로시마(黒島) 방언
- 고하마(小浜島) 방언
- 아라구스쿠(新城島) 방언
- 이리오모테(西表島) 방언
- 하토마(鳩間島) 방언
- 하테루마(波照間島) 방언

## 음운
모음 체계는 이시가키 방언을 기준으로 /i, ï, e, a, o, u/의 6모음으로 구성되며, 표준 일본어와 비교했을 때 중설모음 /ï/의 존재가 특징적이다. 단 하테루마 방언 및 이시가키섬 일부 방언에서는 /ë/를 포함한 7모음 체계가 나타나며, 하토마, 구로시마, 이리오모테 일부 방언에서는 /ï/와 /i/가 통합되어 5모음 체계로 나타나기도 한다. 반모음 /j, w/도 존재하며 이들은 /a, o, u/ 와만 결합한다.
현대 일본어에서는 h, w로 변한 음운이 각각 p, b로 남아있다.

## 예문
다음은 이시가키 방언의 예문이다.
- dzïː ju kaka (字を書こう, 글자를 쓰자)
- ukunu / ukiranu (起きない, 일어나지 않는다)
- dzïː ju kaku na (字を書くな, 글자를 쓰지 마라)
- takasaːra ba kaː ru n (高かったら買えない, 비싸다면 살 수 없다)
- anu jama takasaː neːru kaja (あの山は高くないだろうか, 저 산은 높지 않을 것인가)
- andʒi takasaːru kaː kaː ru n (そんなに高かったら買えない, 그렇게 비싸다면 살 수 없다)